# Daniel Olesker

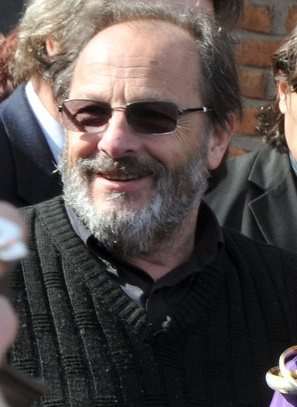
Daniel Olesker (2013)

Daniel Olesker (* 1952 in Montevideo) ist ein uruguayischer Politiker.
Daniel Olesker schloss ein Studium an der Universidad de la República (UdelaR) als Ökonom ab und ergänzte dieses anschließend durch einen in Belgien an der Universität Löwen erworbenen Masterabschluss in Wirtschaftswissenschaften. Er ist Professor ("profesor grado 5") an der wirtschaftswissenschaftlichen Fakultät der UdelaR.
Olesker war seit dem 1. März 2010 Gesundheitsminister in der Regierung José Mujicas. In diesem Amt wurde er am 19. Juli 2011 durch Staatssekretär Jorge Enrique Venegas ersetzt. An jenem Tag übernahm Olesker die Leitung des Ministeriums für Soziale Entwicklung.